# Saut en longueur masculin aux Jeux olympiques d'été de 2008
Pour un article plus général, voir Athlétisme aux Jeux olympiques d'été de 2008.
Navigation
Athènes 2004 Londres 2012
Le concours du saut en longueur masculin aux Jeux olympiques de 2008 a eu lieu le 16 août pour les qualifications, la finale se déroule le 18 août 2008, dans le Stade national de Pékin.
Les limites de qualifications étaient de 8,20 m pour la limite A et de 8,05 m pour la limite B.

## Records
Avant cette compétition, les records dans cette discipline étaient les suivants :
| Record du monde  | 8,95 m | Mike Powell | États-Unis | 30 août 1991    | Tokyo  |
| Record olympique | 8,90 m | Bob Beamon  | États-Unis | 18 octobre 1968 | Mexico |

## Médaillés
| Or              | Argent                 | Bronze         |
| Irving Saladino | Godfrey Khotso Mokoena | Ibrahim Camejo |

## Résultats

### Finale (18 août)
| Rang | Pays            | Athlète                | Marque      | Essais | Essais | Essais | Essais | Essais | Essais |
| Rang | Pays            | Athlète                | Marque      | 1      | 2      | 3      | 4      | 5      | 6      |
| ---- | --------------- | ---------------------- | ----------- | ------ | ------ | ------ | ------ | ------ | ------ |
| 1    | Panama          | Irving Saladino        | 8,34 m      | -      | 8,17   | 8,21   | 8,34   | -      | -      |
| 2    | Afrique du Sud  | Godfrey Khotso Mokoena | 8,24 m      | 7,86   | -      | 8.02   | 8,24   | -      | -      |
| 3    | Cuba            | Ibrahim Camejo         | 8,20 m      | 7,94   | 8,09   | 8,08   | 7,88   | 7,93   | 8,20   |
| 4    | Zimbabwe        | Ngonidzashe Makusha    | 8,19 m      | 8,19   | 8,06   | 8,05   | 8,10   | 8,05   | 6,48   |
| 5    | Sénégal         | Ndiss Kaba Badji       | 8,16 m (SB) | 8,03   | -      | 8,02   | 8,16   | 8,03   | 7,92   |
| 6    | Espagne         | Luis Felipe Méliz      | 8,07 m      | -      | 8,02   | -      | -      | 7,98   | 8,07   |
| 7    | Tchéquie        | Roman Novotný          | 8,00 m      | 7,87   | 7,75   | 8,00   | -      | 7,82   | 7,94   |
| 8    | Botswana        | Gable Garenamotse      | 7,85 m      | -      | 7,85   |        |        |        |        |
| 9    | Royaume-Uni     | Greg Rutherford        | 7,84 m      | -      | 5,20   | 7,84   |        |        |        |
| 10   | Arabie saoudite | Hussein Taher Al-Sabee | 7,80 m      | 7,80   | -      | -      |        |        |        |
|      | Grèce           | Loúis Tsátoumas        | -           | -      | -      | -      |        |        |        |
| DQ   | Cuba            | Wilfredo Martínez      | 8,19 m      | 7,60   | 7,90   | -      | 8,04   | -      | 8,19   |

### Qualifications (16 août)
41 athlètes étaient inscrits à ce concours, deux groupes de qualifications ont été formés. La limite de qualifications était fixée à 8,15 m ou au minimum les 12 meilleurs sauteurs de cette phase de qualifications.
Qualification difficile pour le champion du monde en titre Irving Saladino qui se qualifie à son dernier saut. Andrew Howe, deuxième l'an dernier aux championnats du monde, est éliminé.
| Rang | Pays            | Athlète                 | Distance    | Essais | Essais | Essais |
| ---- | --------------- | ----------------------- | ----------- | ------ | ------ | ------ |
| 1    | Grèce           | Loúis Tsátoumas         | 8,27 m Q    | 8,27   | -      | -      |
| 2    | Cuba            | Ibrahim Camejo          | 8,23 m Q    | 8,23   | -      | -      |
| 3    | Royaume-Uni     | Greg Rutherford         | 8,16 m Q    | 8,16   | -      | -      |
| 4    | Afrique du Sud  | Godfrey Khotso Mokoena  | 8,14 m q    | 8,03   | -      | 8,14   |
| 5    | Arabie saoudite | Hussein Taher Al-Sabee  | 8,04 m q    | 5,47   | 8,04   | -      |
| 6    | Espagne         | Luis Felipe Méliz       | 7,95 m q    | -      | 7,77   | 7,95   |
| 7    | Botswana        | Gable Garenamotse       | 7,95 m q    | 7,58   | -      | 7,95   |
| 8    | Namibie         | Stephan Louw            | 7,93 m      | 7,73   | -      | 7,93   |
| 9    | Maroc           | Yahya Berrabah          | 7,88 m      | 7,88   | -      | -      |
| 9    | Finlande        | Tommi Evilä             | 7,88 m      | -      | -      | 7,88   |
| 11   | France          | Salim Sdiri             | 7,81 m      | -      | -      | 7,81   |
| 12   | Allemagne       | Sebastian Bayer         | 7,77 m      | -      | 7,43   | 7,77   |
| 13   | Équateur        | Hugo Chila              | 7,77 m      | 7,77   | -      | -      |
| 14   | Brésil          | Mauro Vinicius da Silva | 7,75 m      | -      | 7,75   | -      |
| 15   | Chine           | Li Runrun               | 7,70 m      | 7,70   | -      | 7,56   |
| 16   | Danemark        | Morten Jensen           | 7,63 m      | -      | 7,58   | 7,63   |
| 17   | Pologne         | Marcin Starzak          | 7,62 m      | -      | -      | 7,62   |
| 18   | Philippines     | Henry Dagmil            | 7,58 m      | 7,58   | -      | -      |
| 19   | Bulgarie        | Nikolay Atanasov        | 7,54 m      | -      | -      | 7,54   |
| 20   | Russie          | Vladimir Malyavin       | 7,35 m      | 7,32   | 7,35   | -      |
| 21   | Algérie         | Issam Nima              | non-partant |        |        |        |

| Rang | Pays            | Athlète                     | Distance      | Essais | Essais | Essais |
| ---- | --------------- | --------------------------- | ------------- | ------ | ------ | ------ |
| 1    | Zimbabwe        | Ngonidzashe Makusha         | 8,14 m q      | 8,14   | 7,94   | -      |
| 2    | Cuba            | Wilfredo Martínez           | 8,07 m q      | 7,92   | 7,80   | 8,07   |
| 3    | Sénégal         | Ndiss Kaba Badji            | 8,07 m q (SB) | 7,65   | 7,79   | 8,07   |
| 4    | Panama          | Irving Saladino             | 8,01 m q      | -      | -      | 8,01   |
| 5    | Tchéquie        | Roman Novotný               | 7,94 m q      | 7,75   | 7,81   | 7,94   |
| 6    | Arabie saoudite | Mohamed Salman Al Khuwalidi | 7,93 m        | -      | -      | 7,93   |
| 7    | Bermudes        | Tyrone Smith                | 7,91 m        | 6,95   | 7,63   | 7,91   |
| 8    | Australie       | Fabrice Lapierre            | 7,90 m        | 7,90   | -      | -      |
| 9    | États-Unis      | Trevell Quinley             | 7,87 m        | -      | -      | 7,87   |
| 10   | Italie          | Andrew Howe                 | 7,81 m        | 7,73   | 7,81   | -      |
| 11   | États-Unis      | Brian Johnson               | 7,79 m        | -      | 7,79   | -      |
| 12   | Ukraine         | Andriy Makarchev            | 7,77 m        | 7,77   | -      | -      |
| 13   | Royaume-Uni     | Christopher Tomlinson       | 7,70 m        | 7,52   | 7,62   | 7,70   |
| 14   | Maroc           | Tarik Bouguetaib            | 7,69 m        | 7,69   | -      | -      |
| 15   | Jamaïque        | Herbert McGregor            | 7,64 m        | 7,64   | 7,46   | 7,36   |
| 16   | Pérou           | Louis Tristán               | 7,62 m        | 7,58   | 7,62   | -      |
| 17   | Suisse          | Julien Fivaz                | 7,53 m        | 7,53   | -      | -      |
| 18   | États-Unis      | Miguel Pate                 | 7,34 m        | -      | 7,34   | -      |
| 19   | Chine           | Zhou Can                    | aucune marque | -      | -      | -      |
| 20   | Maurice         | Arnaud Casquette            | non-partant   |        |        |        |